# Canadian Pacific Kansas City

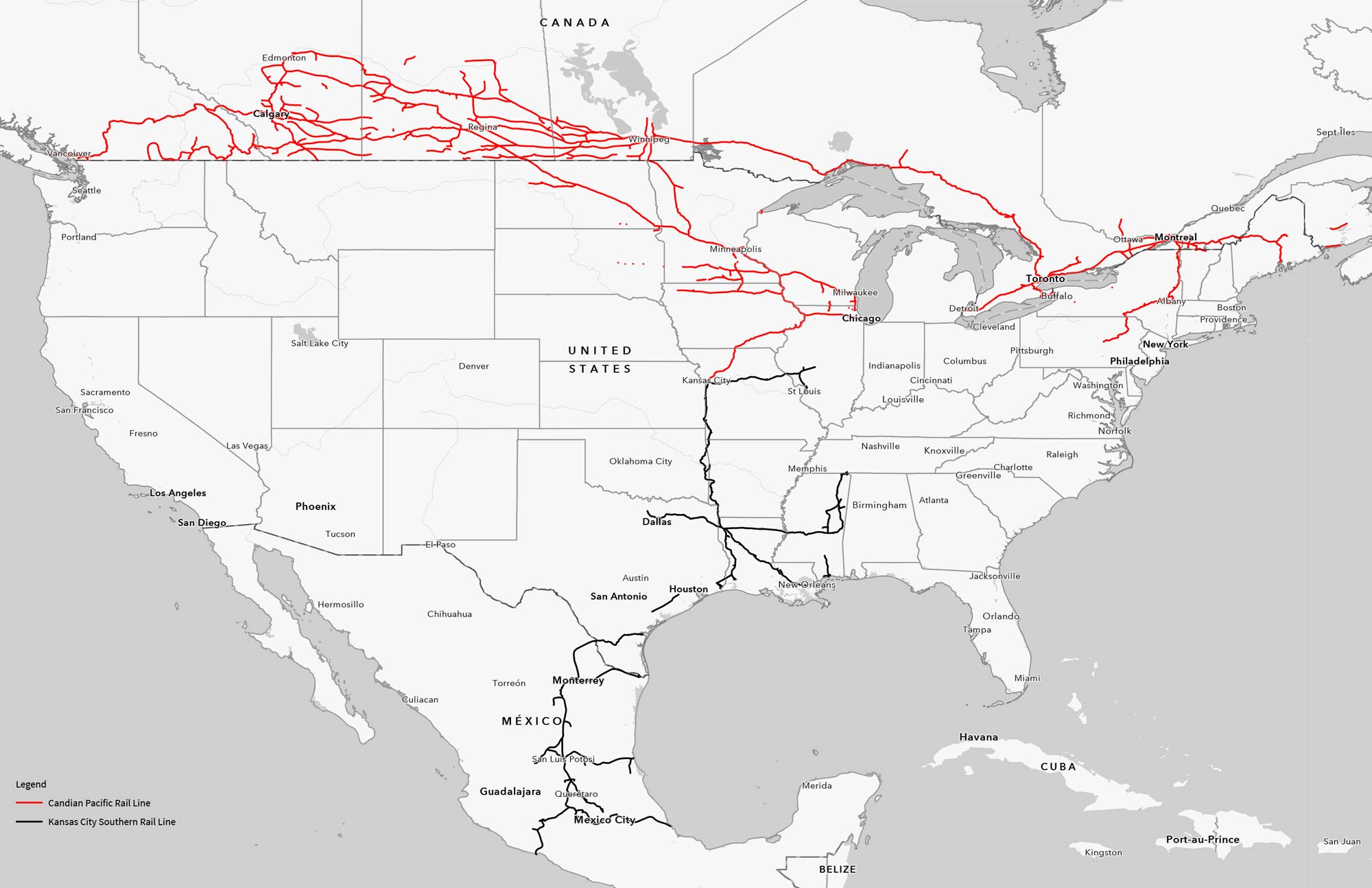
A CPKC vasúthálózata

A Canadian Pacific Kansas City Limited, üzleti nevén CPKC, egy I. osztályú vasúttársaság Észak-Amerikában, amely a Canadian Pacific Railway (CP) és a Kansas City Southern (KCS) 2023. április 14-i egyesüléséből jött létre. Ez az első és egyetlen olyan vasúttársaság, amely összeköti Kanadát, Mexikót és az Amerikai Egyesült Államokat, és mintegy 32 000 kilométernyi (20 000 mérföldnyi) vasútvonalat üzemeltet a három országban. A CPKC székhelye Calgaryban van, és Keith Creel elnök-vezérigazgató vezeti.

## Története
A Canadian Pacific Railway (CP) 2021. március 21-én jelentette be, hogy 29 milliárd amerikai dollárért megvásárolja a Kansas City Southern (KCS) vasúttársaságot. Egy konkurens ajánlatot tett a Canadian National Railway (CN) 2021. április 20-án, 33,7 milliárd dollárért. 2021 augusztusában a CN fúziós kísérletét megakadályozta volna az amerikai Surface Transportation Board (STB) 2021. augusztusi döntése, miszerint a vállalat nem használhat szavazati trösztöt a KCS feletti irányítás átvételére, a vasúti ágazatban potenciálisan csökkenő verseny miatti aggodalmak miatt.
2021. szeptember 12-én a KCS elfogadta a CP 31 milliárd dolláros új ajánlatát. Bár a CP ajánlata alacsonyabb volt, mint a CN által tett ajánlat, az STB engedélyezte, hogy a CP szavazati trösztöt használjon a KCS irányításának átvételéhez. 2021 decemberében a szavazati tröszt lehetővé tette, hogy a CP a KCS haszonélvezőjévé váljon, de a két vasúttársaság egymástól függetlenül működött, amíg az STB-től jóváhagyást nem kapott a működés egyesítésére. 2023. március 15-én megadták a végleges jóváhagyást az ügyletre, és az egyesülés 2023. április 14-én befejeződött.
Az egyesüléssel létrejött az első és egyetlen olyan vasúttársaság, amely összeköti Kanadát, az Egyesült Államokat és Mexikót, mintegy 32 000 kilométeres hálózattal. A két vasút teljes integrációja várhatóan három évig tart.
A vállalat 2023. április 21-én jelentette be, hogy megszerezte első nagyobb szerződését, a Schneider National intermodális forgalmának lebonyolítását az Egyesült Államok és Mexikó között. Április 25-én hasonló megállapodást írt alá a Knight-Swifttel. A bejelentést úgy tekintették, mint ami alátámasztja az egyesülés előtti előrejelzéseket, miszerint a CPKC egyvonalas szolgáltatása lehetővé teszi számára, hogy versenyezzen a Chicago–Mexikó-folyosón, amelyet eddig a Union Pacific Railroad és a BNSF Railway uralt. Válaszul április 24-én a Union Pacific azzal válaszolt, hogy bejelentette a Canadian National Railwayjel és a Grupo Méxicóval (a Ferromex és a Ferrosur tulajdonosa) való partnerséget, hogy együtt dolgozzanak a Mexikó és Chicago, illetve északabbra, Kanadába irányuló intermodális forgalom felgyorsítása érdekében.

## Műveletek
A CPKC mintegy 32 000 kilométernyi vasúti pályát üzemeltet Kanadában, Mexikóban és az Egyesült Államokban. 2023 áprilisában a CPKC mintegy 20 000 alkalmazottat foglalkoztat. 2023 áprilisában a CPKC globális központja Calgaryban van, az amerikai központja Kansas Cityben (Missouri), a mexikói központ pedig Mexikóvárosban és Monterreyben.
A vállalat vezetői szerint a CP és a KCS egyesítése "egyszerű" lenne, mivel a vasútvonalak csak Kansas Cityben érnek kapcsolódnak össze, és az átmenő forgalom viszonylag alacsony, körülbelül napi négy vonat 2021 szeptemberétől. Arra is hivatkoztak, hogy a két vállalat nagyrészt ugyanazokat a háttér-informatikai rendszereket használja.

## Logó
A CPKC logóján hód és juharlevél látható, mindkettő Kanada nemzeti szimbóluma. A három korábbi vasúttársaság monogramja is látható